# 南京地质博物馆
南京地质博物馆位于江苏省南京市玄武区珠江路700号。南京地质博物馆的前身是1913年在北京成立的中华民国临时政府农商部地质调查所地质矿产陈列室，是中国最早的自然科学博物馆、地质专业博物馆。1935年陈列馆随地质调查所迁至南京，抗日战争期间一度西迁。中华人民共和国建立后，1952年改名地质部地质陈列馆，1957年改为地质部地质陈列馆南京分馆，1992年改现名。南京地质博物馆为国家二级博物馆、全国科普教育基地，隶属于江苏省国土资源厅、江苏省地质调查研究院。
2004年，江苏省人民政府投资1.68亿元对南京地质博物馆实施改造和扩建工程。经扩建、改造后的地质博物馆陈列面积从过去的2500平方米增加到9700平方米。2011年4月23日，南京地质博物馆新馆开馆。